# Wilberforce Eaves
Wilberforce Vaughan Eaves (né le 10 décembre 1867 à Melbourne - décédé le 2 février 1920 à Londres) est un joueur de tennis britannique. Il a notamment atteint la finale du Tournoi de Wimbledon en 1895 où il a mené 2 sets à zéro avant de s'effondrer, ainsi qu'aux Internationaux des États-Unis en 1897 et remporté la médaille de bronze aux Jeux olympiques d'été de 1908 à Londres en extérieur. Il a également atteint a trois reprises la finale du Tournoi de Monte-Carlo en 1901, 1906 et 1908.

## Palmarès (partiel)

### Finales en simple messieurs
| No | Date       | Nom et lieu du tournoi                  | Catégorie | Surface      | Vainqueur             | Score                   |          |
| -- | ---------- | --------------------------------------- | --------- | ------------ | --------------------- | ----------------------- | -------- |
| 1  | 08-07-1895 | The Championships, Wimbledon            | G. Chelem | Gazon (ext.) | Wilfred Baddeley      | 4-6, 2-6, 8-6, 6-2, 6-3 |          |
| 2  | 16-08-1897 | US National Championships, Newport (RI) | G. Chelem | Gazon (ext.) | Robert Wrenn          | 4-6, 8-6, 6-3, 2-6, 6-2 | Parcours |
| 3  | 1901       | Tournoi de tennis de Monte-Carlo        |           | NC           | Hugh Lawrence Doherty | 6-2, 5-7, 6-1           |          |
| 4  | 1906       | Tournoi de tennis de Monte-Carlo        |           | NC           | Hugh Lawrence Doherty | 6-3, 11-9               |          |
| 5  | 1908       | Tournoi de tennis de Monte-Carlo        |           | NC           | Anthony Wilding       | 6-3, 2-6, 6-3, 4-6, 6-0 |          |